# Torneo de Apertura de Tercera División
El Campeonato de Apertura de la Tercera División del fútbol chileno era un torneo de carácter preparatorio y preliminar, que se jugaba antes del inicio de la temporada oficial de la Tercera División A. Este campeonato tenía como objetivo ofrecer a los equipos una instancia competitiva que les permitiera ajustar tácticas, probar nuevos jugadores y medir su nivel ante los rivales antes del comienzo del torneo principal.

## Historia
La historia del Campeonato de Apertura de la Tercera División en el fútbol chileno refleja la evolución de un formato que buscaba diversificar y dinamizar la competencia en una categoría clave del desarrollo futbolístico nacional. Este torneo surgió como una iniciativa para complementar el calendario de la Tercera División, dividiendo algunas temporadas en dos etapas: un Torneo de Apertura y un Torneo Oficial o Clausura, una práctica adoptada en diferentes períodos.

### Los primeros años: 1983-1988
La implementación del Torneo de Apertura comenzó en 1983, en un intento por otorgar mayor protagonismo a los clubes de la Tercera División. Durante este periodo, la categoría experimentó un crecimiento en su competitividad y cobertura, con el Apertura funcionando como un preámbulo del torneo principal. La idea era que los equipos tuvieran más oportunidades para medirse entre sí, ofrecer espectáculo al público y generar un espacio competitivo adicional. Este formato se mantuvo hasta 1988, consolidándose como una tradición para muchos clubes.

### Revitalización en 1997
El Campeonato de Apertura tuvo un regreso puntual en 1997, reflejando una búsqueda constante de los organizadores por adaptar los formatos a las necesidades de los equipos y las exigencias del público. Aunque no se estableció de forma permanente, este torneo permitió experimentar con nuevas dinámicas en la planificación de la temporada.

### Consolidación en los 2000: 2003-2006
El Torneo de Apertura volvió a tener una presencia sostenida entre 2003 y 2006, en un contexto donde la Tercera División comenzaba a recibir mayor atención gracias al crecimiento del fútbol amateur y semiprofesional en Chile. Durante estos años, el Apertura sirvió no solo como una instancia competitiva adicional, sino también como una herramienta para atraer aficionados y fomentar el desarrollo de los jugadores jóvenes. Fue un periodo en el que varios equipos emergentes lograron destacar, preparando sus bases para competir con mayor fuerza en el Torneo Oficial.

### Regresos puntuales: 2013 y 2015
En 2013 el Campeonato de Apertura se organizó nuevamente, aunque de manera aislada, como una medida para ofrecer un calendario más amplio y competitivo. Estos torneos mantuvieron el espíritu original, sirviendo como una plataforma de prueba para los clubes y como una oportunidad para los jugadores de mostrarse ante sus comunidades. En 2015 la idea de un Campeonato de Apertura fue retomada, pero en esta ocasión se organizó la Copa Absoluta de ANFA, en donde, participaron equipos tanto de Tercera A y de Tercera B.

### Importancia del Torneo de Apertura
A lo largo de su historia, el Campeonato de Apertura de la Tercera División ha sido más que un simple torneo preliminar. Representó una oportunidad para que los equipos ajustaran estrategias y descubrieran talentos emergentes. Además, fomentó una dinámica más entretenida para los seguidores del fútbol amateur, quienes pudieron disfrutar de una mayor cantidad de partidos competitivos. Aunque no se mantuvo de manera constante en el calendario de la Tercera División, su impacto en los clubes y jugadores dejó un legado importante en el desarrollo del fútbol chileno a nivel amateur y semiprofesional .

## Historial
| Año  | Ubicación Geográfica                                         | Campeón                                                      | Subcampeón                                                   |
| ---- | ------------------------------------------------------------ | ------------------------------------------------------------ | ------------------------------------------------------------ |
| 1983 | Zona Norte                                                   | Quintero Unido                                               | Defensor Casablanca                                          |
| 1983 | Zona Centro                                                  | Super Lo Miranda                                             | Cultural Doñihue                                             |
| 1983 | Zona Sur                                                     | Deportes Victoria                                            | General Velásquez                                            |
| 1984 | Sin Información                                              | Sin Información                                              | Sin Información                                              |
| 1985 | Zona Nacional                                                | Deportes Laja                                                | Soinca Bata Melipilla                                        |
| 1986 | Sin Información                                              | Sin Información                                              | Sin Información                                              |
| 1987 | Sin Información                                              | Sin Información                                              | Sin Información                                              |
| 1988 | Sin Información                                              | Sin Información                                              | Sin Información                                              |
| 1997 | Zona Norte                                                   | Unión La Calera                                              | Barnechea                                                    |
| 1997 | Zona Sur                                                     | Universidad de Concepción                                    | Colchagua                                                    |
| 2003 | Zona Norte                                                   | San Luis de Quillota                                         | Municipal Limache                                            |
| 2003 | Zona Sur                                                     | Deportes Iberia                                              | Deportes Linares                                             |
| 2004 | Sin Campeones (Los clubes semifinalista decidieron no jugar) | Sin Campeones (Los clubes semifinalista decidieron no jugar) | Sin Campeones (Los clubes semifinalista decidieron no jugar) |
| 2005 | Zona Centro Norte                                            | Universidad Católica B                                       | Barnechea                                                    |
| 2005 | Zona Centro                                                  | Unión Quilpué                                                | Municipal Limache                                            |
| 2005 | Zona Centro Sur                                              | Deportes Santa Cruz                                          | Club Deportivo General Velásquez                             |
| 2005 | Zona Sur                                                     | Deportes Iberia                                              | Deportes Linares                                             |
| 2006 | Zona Nacional                                                | Deportes Valdivia                                            | Instituto Nacional                                           |
| 2013 | Zona Nacional                                                | Fernández Vial                                               | Deportes Quilicura                                           |
| 2015 | Reemplazada por la Copa Absoluta                             | Reemplazada por la Copa Absoluta                             | Reemplazada por la Copa Absoluta                             |